# Capo Tabin

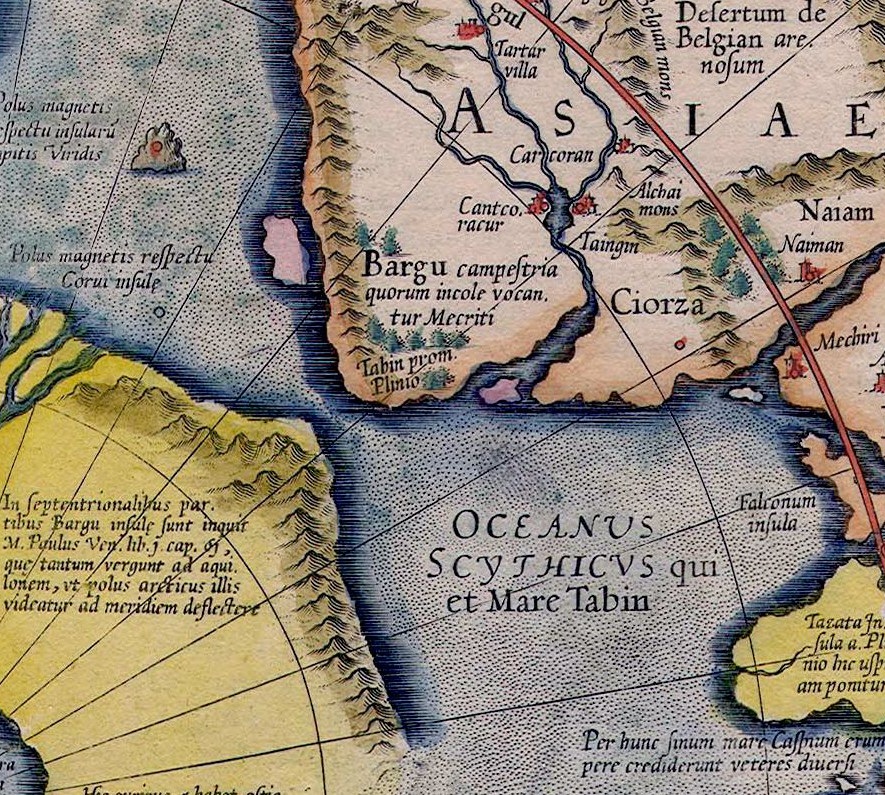
Il capo Tabin (Tabin prom. Plinio) nella carta dell'Artico di Mercatore (1623, I ediz. 1595)

Il capo Tabin, o Tabi, è un promontorio leggendario citato da Plinio il Vecchio e raffigurato nelle carte geografiche fino al XVIII secolo.
Da alcuni autori è considerato coincidente con il capo Čeljuskin, il punto più settentrionale del continente asiatico. Poiché in alcune carte il capo Tabin rappresenta anche l'estremità orientale del continente, altri autori segnalano come esso si trovi a corrispondere a due luoghi diversi, il capo Čeljuskin a nord e il capo Dežnëv a est.
La descrizione di Plinio si incontra nel libro VI della Naturalis historia:
(Gaio Plinio Secondo, Storia Naturale. Trad. di Alessandro Barchiesi, Roberto Centi, Mauro Corsaro, Arnaldo Marcone e Giuliano Ranucci)
Nella carta di Gerardo Mercatore (1595), che cita direttamente Plinio, il promontorio Tabin costituisce l'estremità orientale di un ampio golfo che prende il nome di Oceano Scitico, o Mare Tabin, che termina a occidente con Nova Zembla (Novaja Zemlja). In tale golfo è collocata l'isola fantasma di Tazata. Raffigurazioni similari si hanno anche in Willem Blaeu (1645), in cui il golfo racchiuso tra capo Tabin e Nova Zembla è il Mare Tartaricum, in Moses Pitt (1680) e in Willem Barents. Nella carta di quest'ultimo subito a est di capo Tabin si apre lo stretto di Anián, identificabile con lo stretto di Bering.

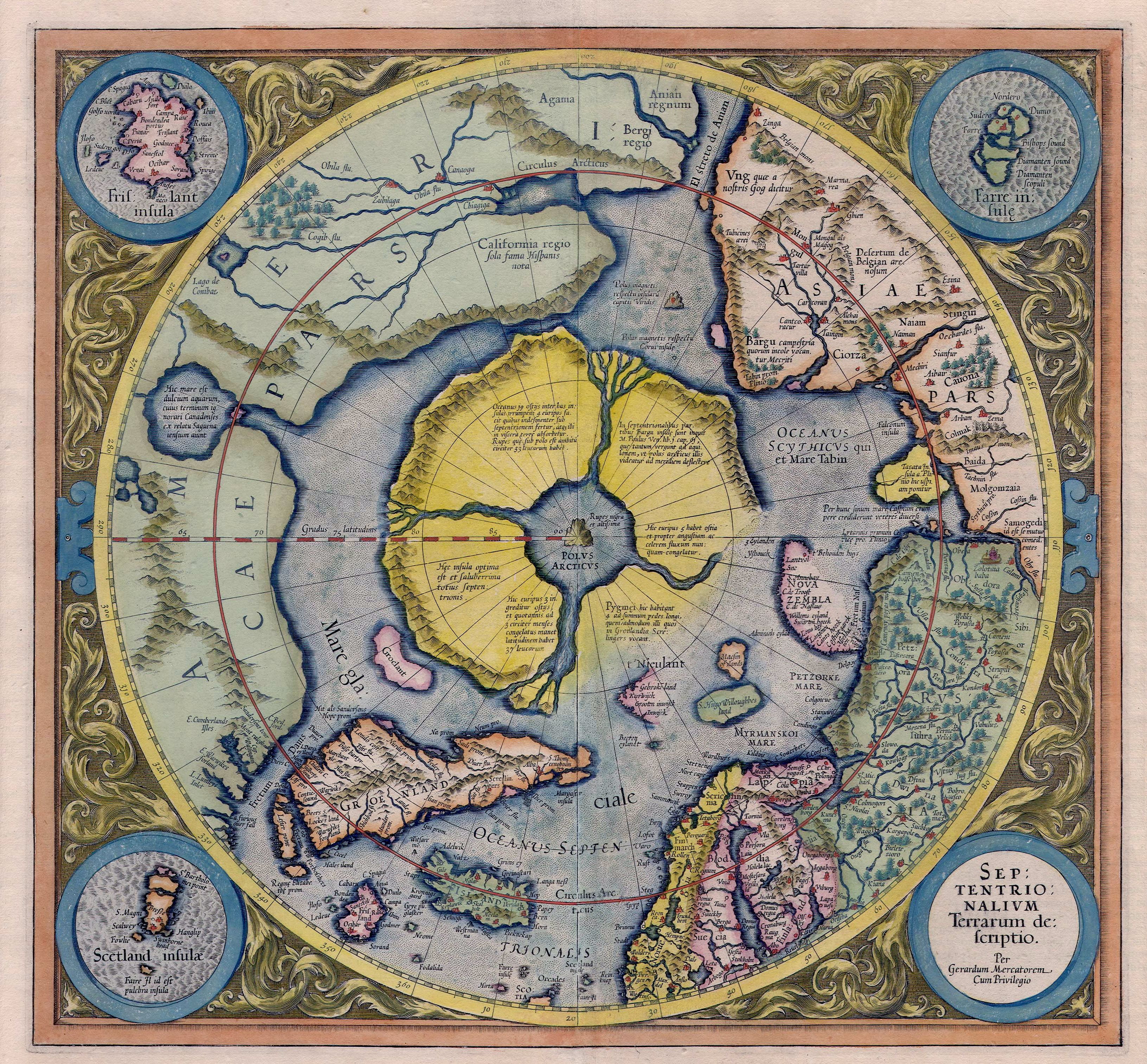
Mercatore 1623 (I ediz. 1595)
Barents 1598
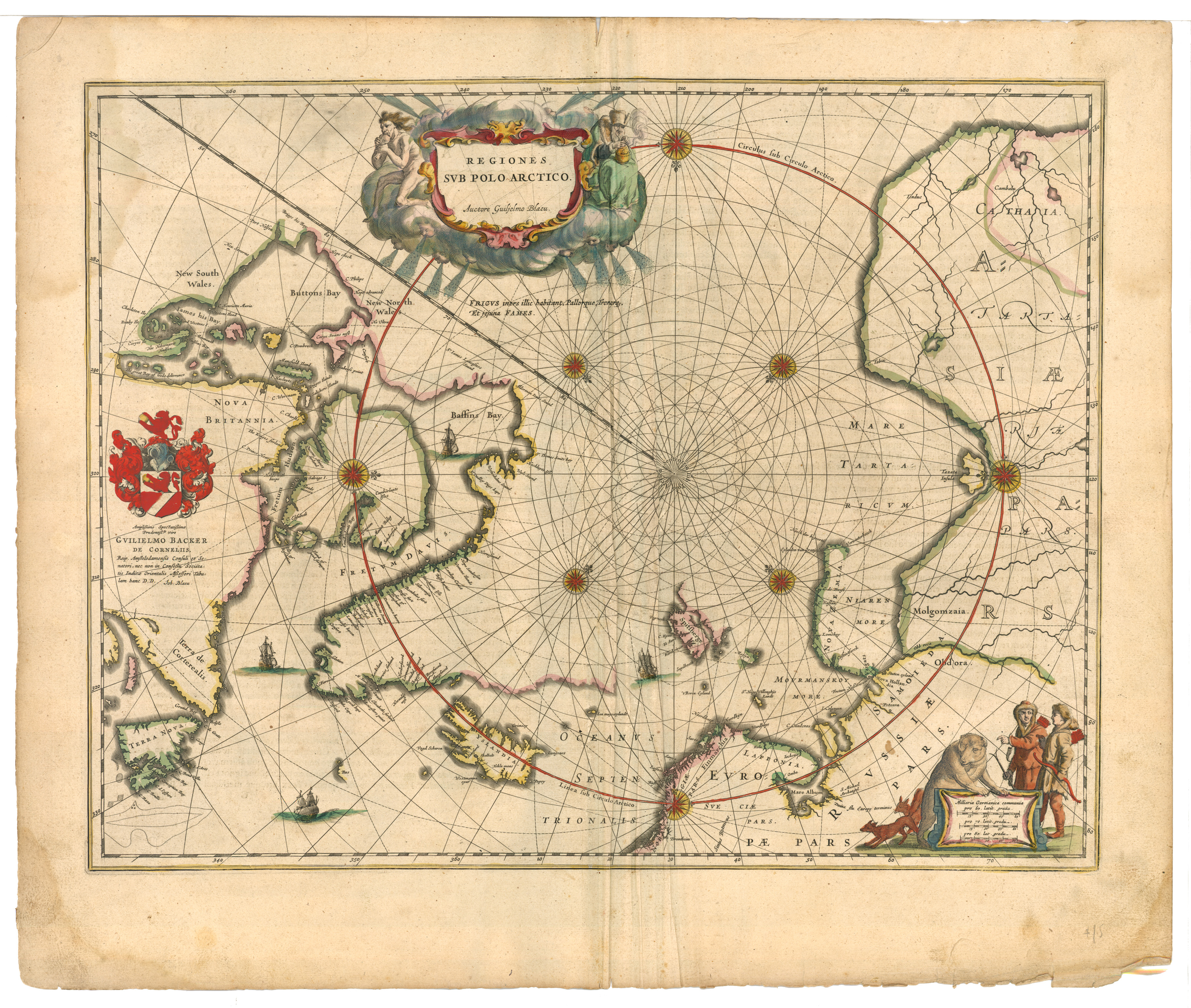
Blaeu 1645
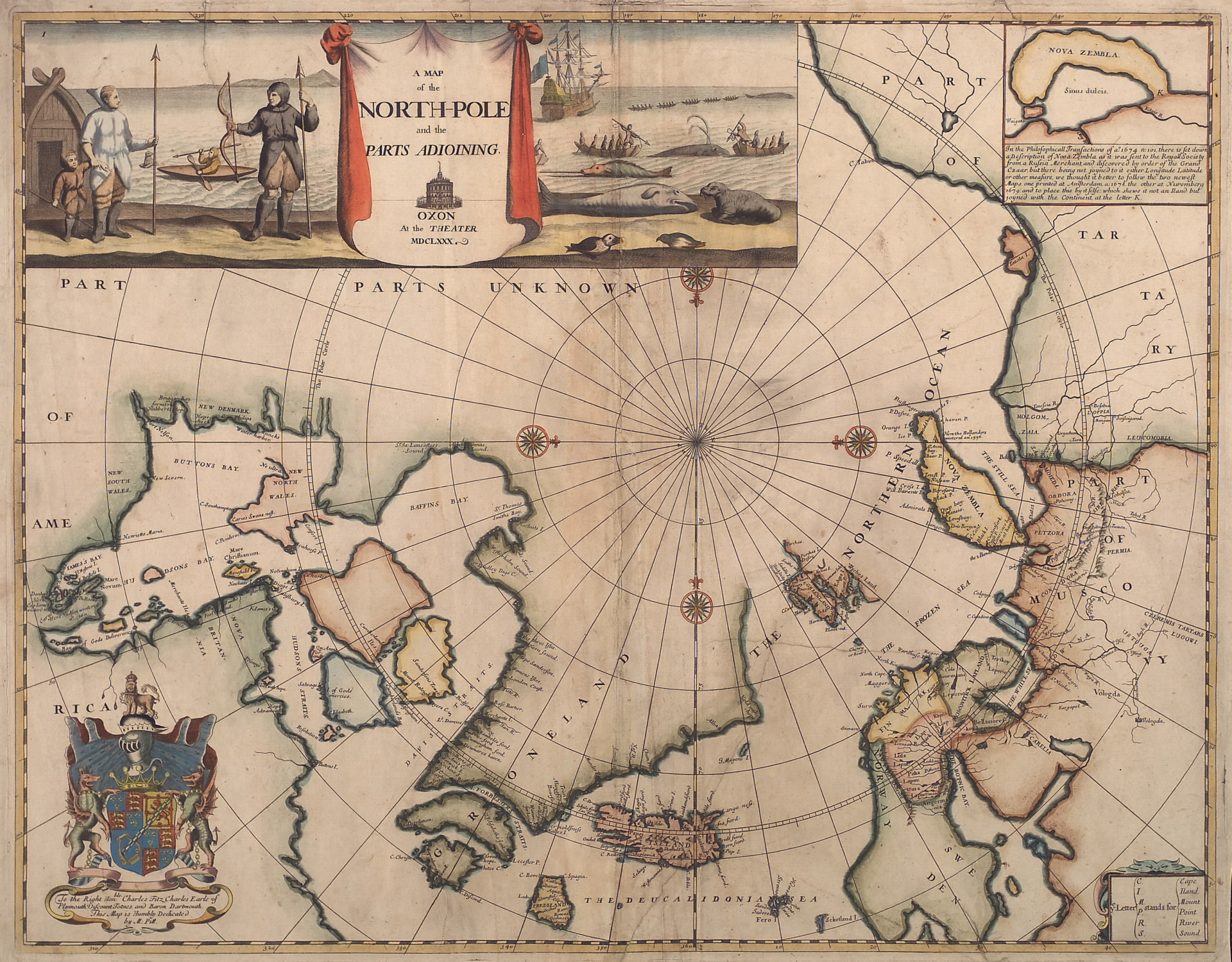
Pitt 1680